# Sankt Lorenzen im Mürztal
Sankt Lorenzen im Mürztal là một đô thị thuộc huyện Bruck an der Mur thuộc bang Steiermark, nước Áo. Đô thị Sankt Lorenzen im Mürztal có diện tích 38,01 km², dân số thời điểm cuối năm 2005 là 3338 người.